# Jørgen Brønlund
Nikolaj Isak Jørgen Brønlund, född 14 december 1877 i Jakobshavn, Grönland, död i november 1907 på Lamberts land, nordöstra Grönland, var en dansk (grönländsk) polarfarare.
Brønlund, som var son till en fångstman, blev tidigt föräldralös och uppfostrades av en kvinnlig släkting. Han var barndomsvän med Knud Rasmussen, vars far var präst i Jakobshavn. Brønlund dimitterades 1901 från Godthåbs seminarium och anställdes som kateket på handelsplatsen Kanqeq vid Godthåbsfjordens mynning. På uppmaning av Rasmussen deltog han 1902-04 i den litterära grönlandsexpeditionen till Thule. Han medföljde därefter till Danmark, där han bland annat erhöll teckningsundervisning hos Kristian Zahrtmann och några månader vistades vid folkhögskolan i Askov.
År 1906 blev han medlem av Danmarkexpeditionen till Nordostgrönland. Våren 1907 medföljde han Ludvig Mylius-Erichsen och Niels Peter Høeg Hagen på en slädfärd norrut mot Kap Glacier. På hemvägen hejdades de, på grund av islossningen, av öppet vatten. På grund av brist på villebråd tvingades de tre söka sig över inlandsisen mot närmaste depå. De kämpade sig fram under oerhörda strapatser, men i november dukade först Høeg Hagen och därefter Mylius-Erichsen under. Brønlund nådde dock fram till depån vid Lamberts land, dit han tog med Høeg Hagens kartskisser och sin egen dagbok, som han förde in i det sista. Hans kropp påträffades 13 mars 1908 i en klipphåla tillsammans kartskisserna och dagboken, vilka var grundligt övertäckta.
Brønlunds sista dagboksanteckning, vars tolkning har varit omstridd, har följande lydelse: "Omkom 79 Fjorden efter Forsøg Hjemrejse over Indlandsisen i November Maaned jeg kommer hertil i aftagende Maaneskin og kunne ikke videre af Forfrosninger i Fødderne og af Mørket. Andres Lig findes midt i Fjorden foran Bræ (omkring 2½ Mil). Hagen døde 15.11. og Mylius omtrent 10 Dage efter".